# Dicloxacillin
Dicloxacillin ist eine antibiotisch wirksame chemische Verbindung aus der Gruppe der Penicilline und wird halbsynthetisch gewonnen.

## Eigenschaften
Dicloxacillin ist gegen die Penicillinase resistent.

## Verwendung
Dicloxacillin wird insbesondere gegen Staphylokokkeninfektionen eingesetzt und wird zumeist oral verabreicht. Genauer wird es bei Infektionen der Haut, des oberen Atemtraktes und als Folgebehandlung für Osteomyelitis eingesetzt. Es wurde 1961 patentiert und 1968 für die medizinische Nutzung in den USA zugelassen. Gegen methicillinresistente Bakterien wie etwa S.aureus ssp. wirken Kombinationen von Dicloxacillin mit Amikacin synergistisch. Wie bei anderen penicillinaseresistenten Antibiotika, kann auch die Verabreichung von Dicloxacillin in seltenen Fällen zu schweren Leberschäden führen. Deshalb wird die Anwendung nur bei penicillinaseresistenten Bakterien empfohlen.
In Fertigarzneimitteln kommt das Natriumsalz in seiner Hydratform zum Einsatz.

## Umweltaspekte
Im Jahr 2019 wurden verschiedene Flüsse in Europa auf ihre Belastung mit Pestiziden und Medikamenten untersucht. In etwa 66 % der Flüsse wurde Dicloxacillin nachgewiesen.